# 커맨드 앤 컨커: 제너럴 제로아워
커맨드 앤 컨커 : 제너럴 제로아워(Command and Conquer : Generals Zero Hour)는 2003년 일렉트로닉 아츠에서 발매된 실시간 전략 게임이다. 설치 및 실행에는 제너럴 원본이 필요하다. 진영 별로 새로운 유닛, 능력, 캠페인과 제너럴 챌린지 모드가 추가되었다.

## 각군에 등장하는 장군들

### 미국
- 알렉시스 알렉산더(Alexis Alexander) - 미국 슈퍼무기 제너럴
- 핀포인트 타운즈(Pinpoint Townes) - 미국 레이저 제너럴
- 말콤 에이스 그레인저(Malcolm 'Ace' Granger) - 미국 에어포스 제너럴

### 중국
- 타 훈 콰이(중국어: 寬大漢 콴다한[*], Ta Hun Kwai) - 중국 탱크 제너럴
- '모루' 신 파이('鐵砧' 중국어: 菲鑫 페이신[*], 'Anvil' Shin Fai) - 중국 보병 제너럴
- 칭 시 타오(중국어: 陶信淅 타오신시[*], Tsing Shi Tao) - 중국 핵 제너럴

### 지구 해방군(GLA)
- 스랙스 박사(Dr. Thrax) - GLA 독소 제너럴
- 론달 데모 유지즈(Rondal 'Demo' Juhziz) - GLA 폭파 제너럴
- 카사드 왕자(Prince Kassad) - GLA 스텔스 제너럴

## 새로운 유닛

### 미국
- 센트리 드론
- 어벤저
- 초단파 탱크
- 파이어 베이스

### 중국
- 감시 아웃포스트
- ECM 탱크
- 헬릭스
- 인터넷 센터

### 지구 해방군(GLA)
- 새보터
- 컴뱃 사이클
- 배틀 버스

## 평가
| 평가                                                               |        |
| ------------------------------------------------------------------ | ------ |
| 통합 점수 통합사 점수 게임랭킹스 84% [ 1 ] 메타크리틱 83/100 [ 2 ] |        |
| 통합 점수                                                          |        |
| 통합사                                                             | 점수   |
| 게임랭킹스                                                         | 84%    |
| 메타크리틱                                                         | 83/100 |